# Trolleholm (småort)
Trolleholm är en ort i Torrlösa socken i Svalövs kommun. Orten klassades år 2000 som en småort med 59 invånare. Orten ligger vid Trolleholms slott.